# Urecheni
Urecheni – wieś w Rumunii, w okręgu Neamț, w gminie Urecheni. W 2011 roku liczyła 2557 mieszkańców.